# Giras internacionales del presidente de Ucrania Volodimir Zelenski

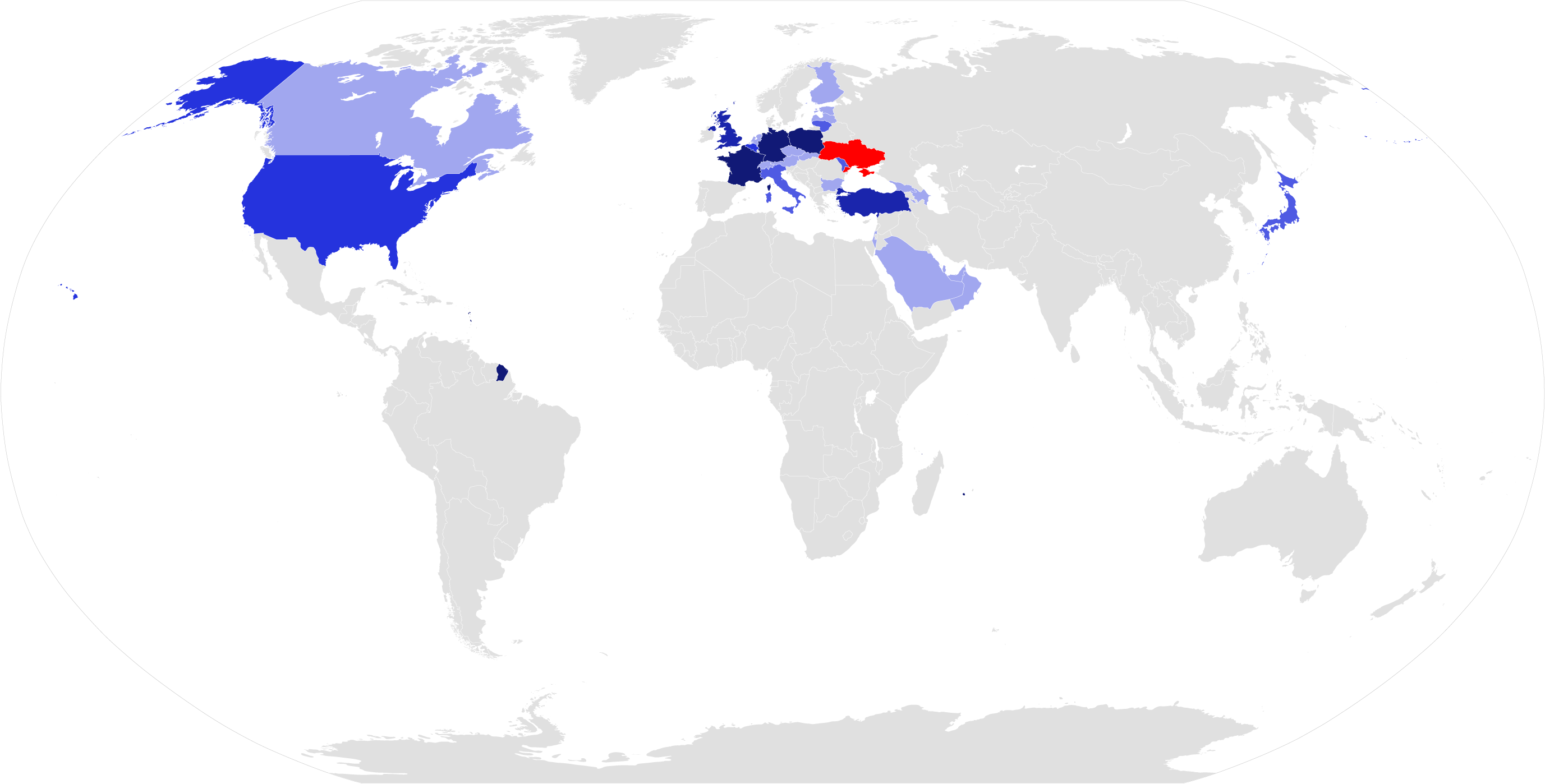
Mapa de visitas internacionales de Volodímir Zelenski

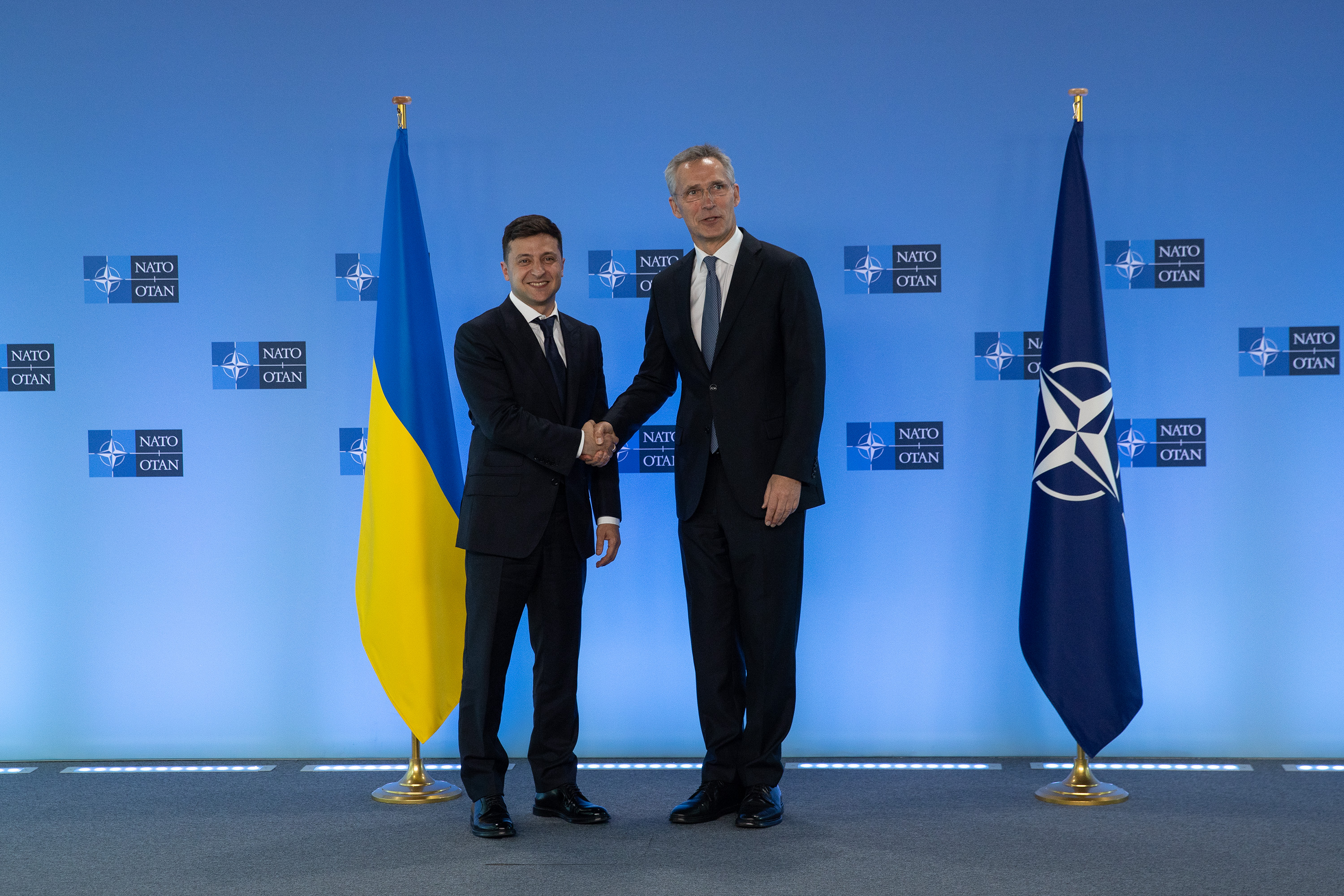
Zelenski con el secretario general de la OTAN, Jens Stoltenberg, junio de 2019.

Esta es una lista de los viajes presidenciales internacionales realizados por Volodimir Zelenski, el sexto presidente de Ucrania, desde que asumió el cargo en mayo de 2019.

## Resumen

### 2019

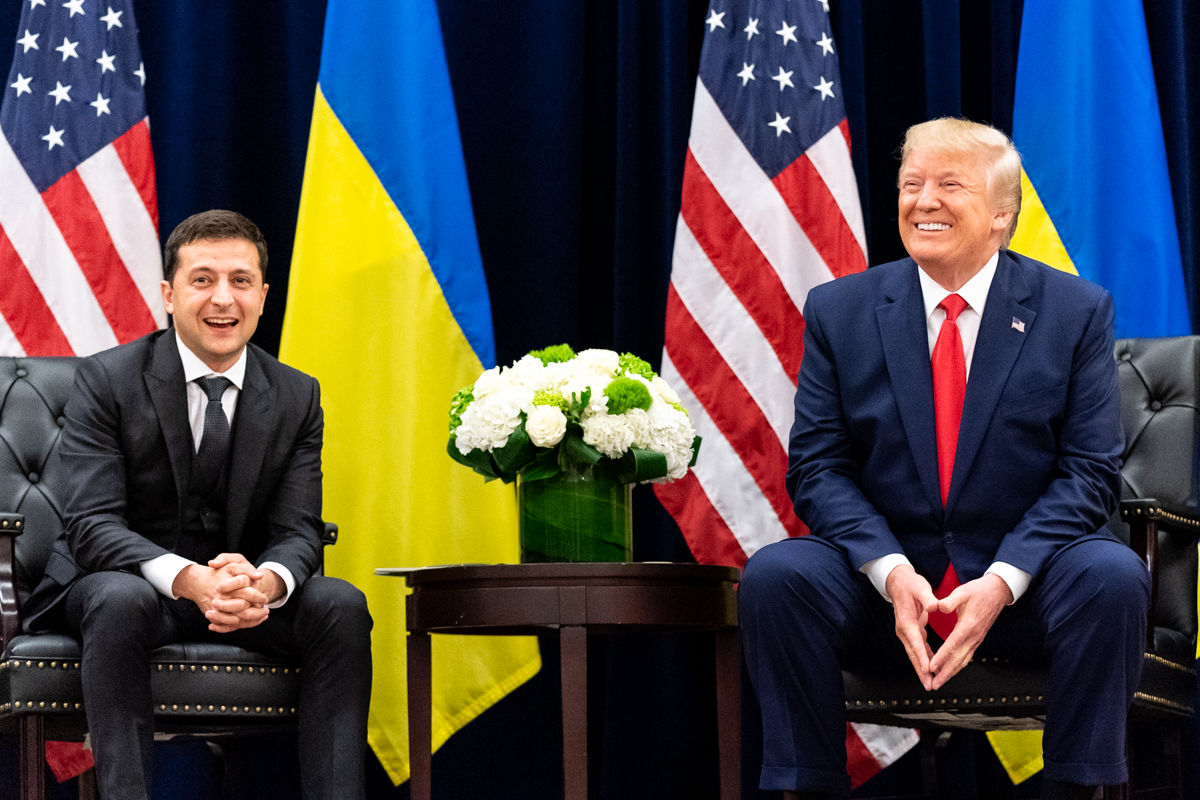
Zelenski con el presidente de los Estados Unidos, Donald Trump, en el Lotte New York Palace Hotel en la ciudad de Nueva York, septiembre de 2019.

| País                  | Áreas visitadas  | Fecha(s)              | Notas                                                                         |
| --------------------- | ---------------- | --------------------- | ----------------------------------------------------------------------------- |
| Bélgica Unión Europea | Bruselas         | 4 y 5 de junio        | Visita de trabajo                                                             |
| Francia               | París            | 17 de junio           | Visita de Estado                                                              |
| Alemania              | Berlín           | 18 de junio           | Visita de Estado                                                              |
| Canadá                | Toronto          | 1 al 3 de julio       | Asistió a la 3.ª Conferencia de Reforma de Ucrania.                           |
| Turquía               | Ankara, Estambul | 7 y 8 de agosto       | Visita de Estado                                                              |
| Polonia               | Varsovia         | 1 de septiembre       | Visita de Estado y 80 aniversario de la Invasión alemana de Polonia de 1939.  |
| Estados Unidos        | Nueva York       | 24 y 25 de septiembre | Asistió a la 74.ª sesión de la Asamblea General de la ONU.                    |
| Letonia               | Riga             | 16 de octubre         | Visita de estado                                                              |
| Japón                 | Tokio            | 21 al 24 de octubre   | Visita de Estado. Asistió a la entronización del emperador Naruhito en 2019 . |
| Estonia               | Tallin           | 26 de noviembre       | Visita de Estado                                                              |
| Lituania              | Vilna            | 27 de noviembre       | Visita de Estado                                                              |
| Francia               | París            | 9 de diciembre        | Formato de Normandía                                                          |
| Azerbaiyán            | Bakú             | 16 y 17 de diciembre  | Visita de Estado                                                              |

### 2020
| País                | Áreas visitadas     | Fechas)               | notas                              |
| ------------------- | ------------------- | --------------------- | ---------------------------------- |
| Omán                | Mascate             | 5 y 6 de enero        | Visita de trabajo                  |
| Suiza               | Davos               | 22 de enero           | Foro Económico Mundial             |
| Israel              | Jerusalén           | 23 y 24 de enero      | Foro Mundial del Holocausto        |
| Polonia             | Oświęcim            | 26 y 27 de enero      | Visita de trabajo                  |
| Italia              | Roma                | 7 de febrero          | Visita de Estado                   |
| Ciudad del Vaticano | Ciudad del Vaticano | 8 de febrero          | Visita de Estado                   |
| Alemania            | Múnich              | 14 y 15 de febrero    | Conferencia de Seguridad de Múnich |
| Austria             | Viena               | 15 y 16 de septiembre | Visita de Estado                   |
| Eslovaquia          | Bratislava          | 24 de septiembre      | Visita de Estado                   |
| Bélgica             | Bruselas            | 6 de octubre          | Visita de trabajo                  |
| Reino Unido         | Londres             | 7 y 8 de octubre      | Visita oficial                     |
| Turquía             | Estambul            | 16 de octubre         | Visita de trabajo                  |

### 2021
| País                   | Áreas visitadas          | Fecha(s)           | Notas                                                                                            |
| ---------------------- | ------------------------ | ------------------ | ------------------------------------------------------------------------------------------------ |
| Emiratos Árabes Unidos | Abu Dabi                 | 14 y 15 de febrero | Visita de trabajo                                                                                |
| Catar                  | Doha                     | 5 de abril         | Visita oficial                                                                                   |
| Turquía                | Estambul                 | 10 de abril        | Visita oficial                                                                                   |
| Francia                | París                    | 16 de abril        | Visita de trabajo                                                                                |
| Polonia                | Varsovia                 | 3 de mayo          | Visita de trabajo. Participó en las celebraciones del 230 aniversario de la Constitución polaca. |
| Lituania               | Vilna                    | 6 y 7 de julio     | Participó en las celebraciones del Día de la Estadidad .                                         |
| Alemania               | Berlín                   | 12 de julio        | Visita oficial                                                                                   |
| Georgia                | Batumi                   | 19 y 20 de julio   | Visita oficial                                                                                   |
| Moldavia               | Chisináu                 | 27 de agosto       | Participó en las celebraciones del Día de la Independencia .                                     |
| Estados Unidos         | Washington San Francisco | 31 de agosto       | Visita oficial                                                                                   |

### 2022
| País           | Áreas visitadas  | Fechas)         | notas |
| -------------- | ---------------- | --------------- | --- |
| Alemania       | Múnich           | 19 de febrero   | Asistencia a la conferencia de seguridad; se reunió con la Vicepresidente de los Estados Unidos, Kamala Harris                        |
| Estados Unidos | Washington D. C. | 21 de diciembre | Primer viaje internacional desde el inicio de la invasión rusa de Ucrania.                                                            |
| Polonia        | Rzeszów          | 22 de diciembre | Segundo viaje internacional desde el inicio de la invasión rusa a Ucrania. Zelenski se reunió con el presidente polaco, Andrzej Duda. |

### 2023
| País                | Áreas visitadas              | Fecha(s)            | Notas |
| ------------------- | ---------------------------- | ------------------- | --- |
| Reino Unido         | Londres                      | 8 de febrero        | Tercer viaje internacional desde el inicio de la invasión rusa a Ucrania. Zelenski se reunió con el primer ministro británico, Rishi Sunak, se dirigió al Parlamento del Reino Unido y tuvo una audiencia con el rey Carlos III. Visitó la base del ejército británico de Lulworth Camp, donde se reunió con las tropas ucranianas que entrenaban allí. Participó en una conferencia de prensa con Sunak. |
| Francia             | París                        | 8-9 de febrero      | Visita no anunciada para reunirse con el presidente francés, Emmanuel Macron, y el canciller alemán, Olaf Scholz, en el Palacio del Elíseo. |
| Bélgica             | Bruselas                     | 9 de febrero        | A su llegada a través del aeropuerto de Bruselas a bordo de un avión estatal francés, Zelenski pronunció un discurso ante el Parlamento Europeo en el Espacio Léopold. |
| Polonia             | Varsovia                     | 5 de abril          | Primera visita internacional anunciada desde la invasión rusa de Ucrania, para reunirse con el presidente polaco, Andrzej Duda, en Varsovia. En Chełm se reunió con los alcaldes de Lublin, Przemyśl, Rzeszów y Chełm. |
| Finlandia           | Helsinki                     | 3 de mayo           | Visitó Helsinki para una cumbre con el presidente finlandés Sauli Niinistö, así como con los primeros ministros de Suecia, Noruega, Dinamarca e Islandia. |
| Países Bajos        | La Haya                      | 3-4 de mayo         | A su llegada a través del aeropuerto de Schiphol, Zelenski pronunció un discurso ante los Estados Generales de los Países Bajos en La Haya. Visitó la Corte Penal Internacional, donde se reunió con su Presidente, Piotr Hofmański. Pronunció un discurso en el Foro Mundial. Se reunió con el primer ministro holandés, Mark Rutte, y con el primer ministro belga, Alexander De Croo, en el Catshuis, y con el rey Guillermo Alejandro de los Países Bajos en Huis ten Bosch. Visitó una base militar en Soesterberg. |
| Italia              | Roma                         | 13 de mayo          | A su llegada a través del aeropuerto de Ciampino, Zelenski fue recibido por el ministro de Relaciones Exteriores, Antonio Tajani. Luego viajó al Palacio del Quirinal y se reunió con el presidente Sergio Mattarella. Se reunió con la primera ministra Giorgia Meloni en el Palacio Chigi. |
| Ciudad del Vaticano | Ciudad del Vaticano          | 13 de mayo          | Viajó en automóvil desde Roma, donde Zelenski se reunió con el papa Francisco, donde los dos discutieron caminos para la paz en la guerra en curso de Ucrania con Rusia durante una reunión de 40 minutos. |
| Alemania            | Berlín                       | 14 de mayo          | A su llegada en un avión de la Luftwaffe que partió de Roma, Zelenski fue recibido por el presidente Frank-Walter Steinmeier y luego se reunió con el canciller Olaf Scholz. Visitó Aquisgrán para recibir el Premio Carlomagno. Se reunió con la presidenta de la UE, Ursula von der Leyen. |
| Francia             | Paris                        | 14 de mayo          | A su llegada en un avión del gobierno francés que salía de Berlín, Zelenski se reunió con el presidente Emmanuel Macron en el Palacio del Elíseo. |
| Reino Unido         | Ellesborough                 | 15 de mayo          | Zelenski se reunió con el primer ministro Rishi Sunak en Chequers, la casa de campo de los primeros ministros británicos. |
| Arabia Saudita      | Yeda                         | 19 de mayo          | A su llegada a través del Aeropuerto Internacional Rey Abdulaziz a bordo de un avión del gobierno francés, Zelenski asistió a la cumbre de la Liga Árabe de 2023 y se reunió con el príncipe heredero Mohamed bin Salman. |
| Japón               | Hiroshima                    | 20 de mayo          | A su llegada a través del aeropuerto de Hiroshima a bordo del mismo avión del gobierno francés, Zelenski asistió a la 49.ª cumbre del G7 y se reunió con los diversos líderes de los países miembros del G7 y los líderes de los países invitados. |
| Moldavia            | Bulboaca                     | 1 de junio          | Zelenskyy asistió a la 2ª Cumbre de la Comunidad Política Europea en el Castillo de Mimi. También se reunió con la presidenta Maia Sandu. |
| Bulgaria            | Sofía                        | 6 de julio          | Zelenski se reunió con el primer ministro Nikolai Denkov y el presidente Rumen Radev. |
| República Checa     | Praga                        | 6-7 de julio        | Zelenski se reunió con el presidente checo, Petr Pavel, en el Castillo de Praga. |
| Eslovaquia          | Bratislava                   | 7 de julio          | Zelenski se reunió con la presidenta eslovaca, Zuzana Čaputová. |
| Turquía             | Estambul                     | 7-8 de julio        | A su llegada a través del aeropuerto Atatürk, Zelenski se reunió con el presidente turco, Recep Tayyip Erdoğan, en el Pabellón Vahdettin y Asistió a un servicio conmemorativo en la Catedral de San Jorge y se reunió con Bartolomé I, el patriarca ecuménico de Constantinopla. |
| Lituania            | Vilna                        | 11-12 de julio      | Al llegar a través del aeropuerto de Vilna a bordo de un avión del gobierno polaco, Zelenski asistió a la cumbre de Vilna de 2023 y se reunió con los diversos líderes de los Estados miembros de la OTAN. |
| Suecia              | Harpsund                     | 19-20 de agosto     | A su llegada a través del aeropuerto de Skavsta, Zelenski se reunió en Harpsund con el primer ministro Ulf Kristersson y miembros del gobierno sueco, el presidente del Riksdag Andreas Norlén, el comandante supremo Micael Bydén y líderes de los partidos Riksdag. |
| Países Bajos        | Eindhoven                    | 20 de agosto        | Zelenskyy se reunió con el primer ministro Mark Rutte en la base aérea de Eindhoven. |
| Dinamarca           | Vojens, Copenhague           | 20-21 de agosto     | La princesa heredera María, la primera ministra Mette Frederiksen, el ministro de Defensa Jakob Ellemann-Jensen y el ministro de Relaciones Exteriores Lars Løkke Rasmussen recibieron a Zelenski en el aeropuerto de Vojens. |
| Grecia              | Atenas                       | 21 de agosto        | A su llegada a través del aeropuerto de Atenas, Zelenski se reunió con el primer ministro Kyriákos Mitsotakis en la Mansión Maximos. |
| Estados Unidos      | Nueva York, Washington D. C. | 18-22 de septiembre | Zelenski asistió a la septuagésima octava sesión de la Asamblea General de las Naciones Unidas. Se reunió con el presidente Cyril Ramaphosa de Sudáfrica, el presidente William Ruto de Kenia, el presidente Charles Michel del Consejo Europeo, el secretario general de las Naciones Unidas, Antonio Guterres, el primer ministro de Albania, Edi Rama, el presidente Gabriel Boric de Chile, el primer ministro Benjamín Netanyahu de Israel, el presidente Ursula von der Leyen de la Comisión Europea, el presidente Klaus Iohannis de Rumanía, el canciller de Alemania Olaf Scholz y el presidente Lula de Brasil. Zelenski luego viajó a Washington D. C., donde se reunió con el presidente Joe Biden en la Casa Blanca. |
| Canadá              | Ottawa                       | 22 de septiembre    | Zelenski se reunió con el primer ministro Justin Trudeau y la gobernadora general Mary Simon y se dirigió al Parlamento. |
| España              | Granada                      | 6 de octubre        | Zelenski asistió a la 3ª Cumbre de la Comunidad Política Europea. |
| Rumania             | Bucarest                     | 10 de octubre       | Zelenski se reunió con el presidente Klaus Iohannis, el primer ministro Marcel Ciolacu, el presidente del Senado, Nicolae Ciucă, y el presidente interino de la Cámara de Diputados, Alfred Simonis. Se suponía que Zelenski se dirigiría al Parlamento, pero ha sido cancelado. |
| Bélgica             | Bruselas                     | 11 de octubre       | Zelenski visitó el cuartel general de la OTAN. |
| Cabo Verde          | Isla de Sal                  | 9 de diciembre      | Zelenski se reunió con el primer ministro Ulisses Correia e Silva en su camino a Argentina. |
| Argentina           | Buenos Aires                 | 10 de diciembre     | Zelenski llegó a Buenos Aires para su primera visita a América Latina como invitado por la toma de posesión de Javier Milei. |
| Noruega             | Oslo                         | 13 de diciembre     | Zelenski se reunió con el primer ministro noruego, Jonas Gahr Støre, el presidente de Finlandia, Sauli Niinistö, la primera ministra islandesa, Katrín Jakobsdóttir, la primera ministra danesa, Mette Frederiksen, y el primer ministro sueco, Ulf Kristersson, en la segunda cumbre nórdico-ucraniana en Oslo. |

## Visitas canceladas
| País        | Áreas | Fecha(s) planificada(s) | Notas |
| ----------- | ----- | ----------------------- | --- |
| Bielorrusia | Minsk | 8 y 9 de octubre        | Se planeó que fuera una visita de estado, así como una oportunidad de asistir al Foro de las Regiones. Se pospuso debido a las protestas bielorrusas de 2020 . |

## Número de visitas por país
A continuación se enumeran las visitas que ha realizado el presidente por países y continentes.
| África          | América                                           | Asia                                                                                              | Europa | Oceanía |
| --------------- | ------------------------------------------------- | ------------------------------------------------------------------------------------------------- | --- | ------- |
| Cabo Verde (1)  | Estados Unidos (4) · Canadá (2) · Argentina (1) · | Japón (2) · Arabia Saudita (1) · Catar (1) · Emiratos Árabes Unidos (1) · Israel (1) · Omán (1) · | Alemania (5) · Azerbaiyán (1) · Austria (1) · Bélgica (4) · Bulgaria (1) · Dinamarca (1) · Eslovaquia (2) · España (1) · Estonia (1) · Francia (5) · Finlandia (1) · Georgia (1) · Grecia (1) · Italia (2) · Letonia (1) · Lituania (3) · Moldavia (2) · Polonia (5) · Países Bajos (2) · Reino Unido (4) · Rumania (1) · República Checa (1) · Suiza (1) · Suecia (1) · Turquía (4) · Ciudad del Vaticano (2) · | —       |
| 1 país 1 visita | 3 países 7 visitas                                | 6 países 7 visitas                                                                                | 26 países 54 visitas | —       |

## Galería

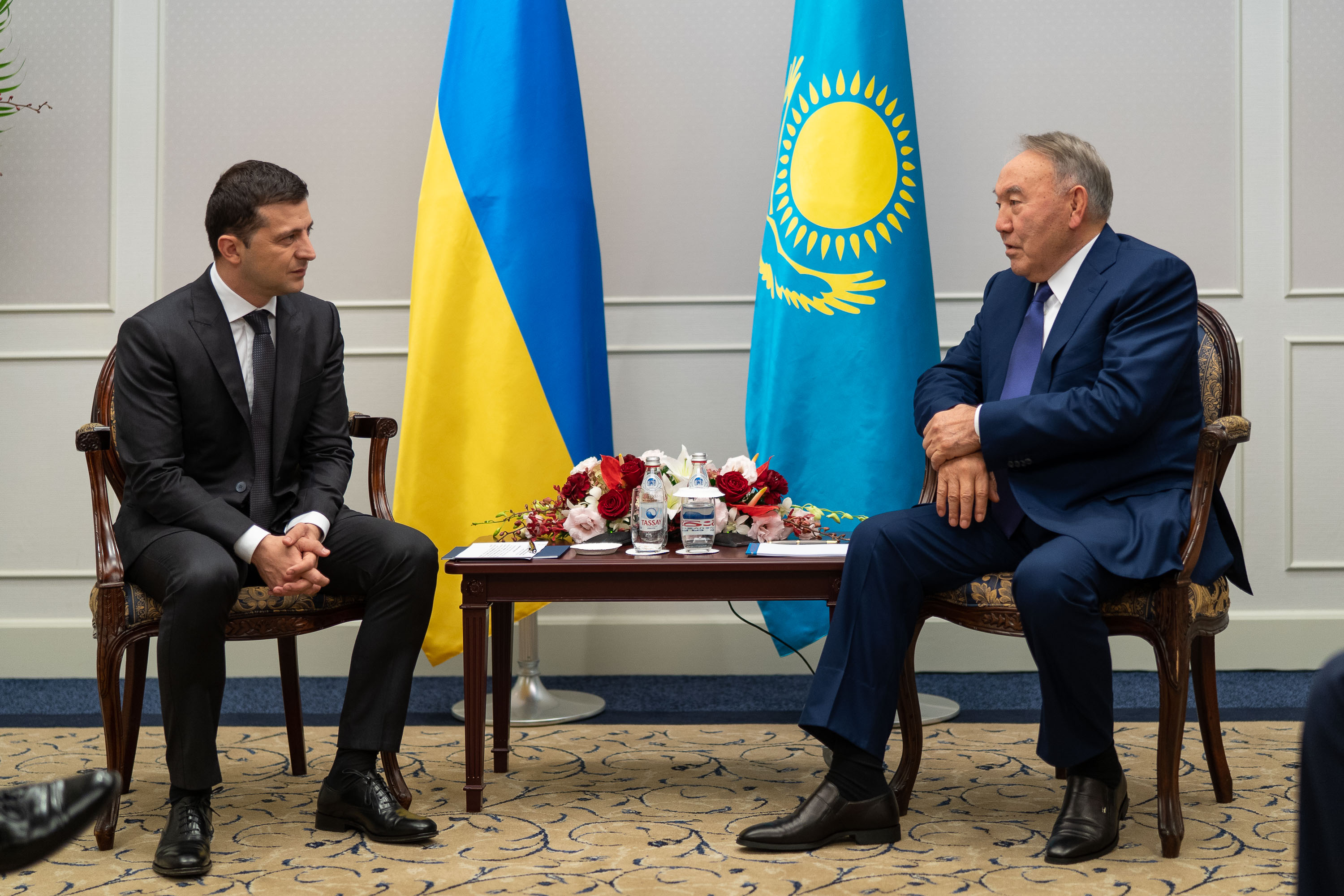
Zelenski y el expresidente kazajo Nursultan Nazarbayev en Tokio, octubre de 2019.
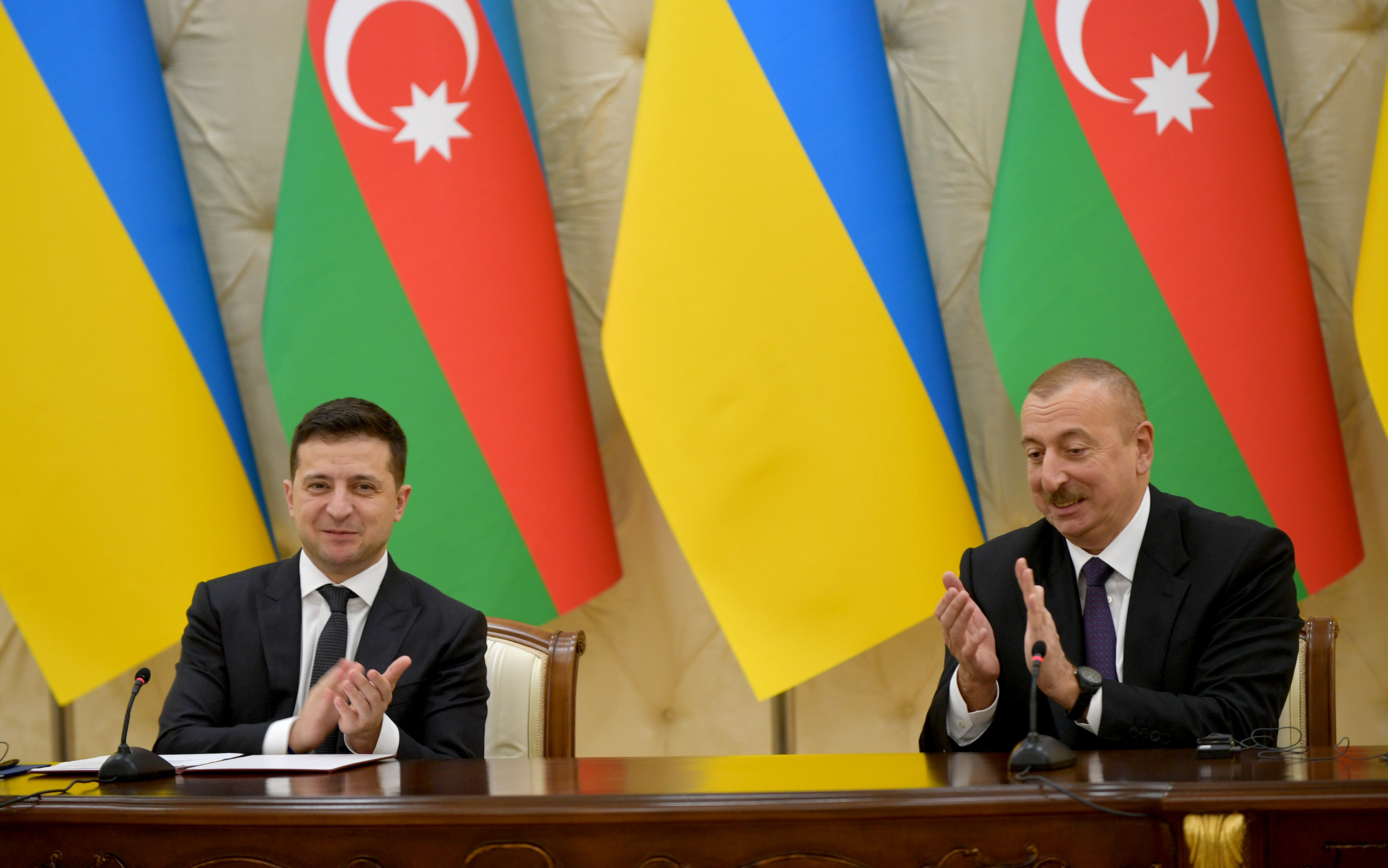
Zelenski e Ilham Aliyev durante una conferencia de prensa en Bakú en diciembre de 2019
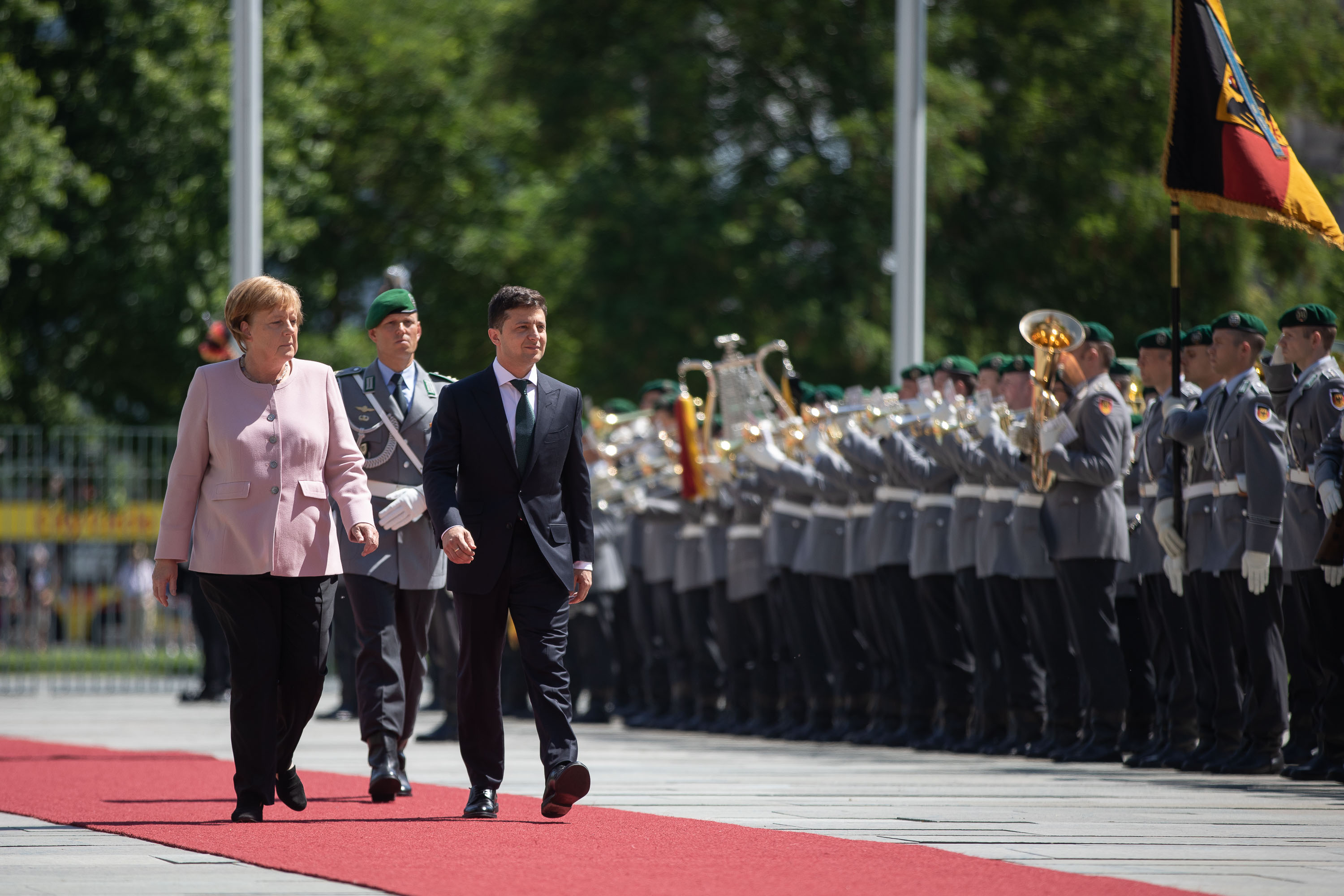
Zelenski con la canciller alemana Angela Merkel en la Cancillería Federal en Berlín, junio de 2019.
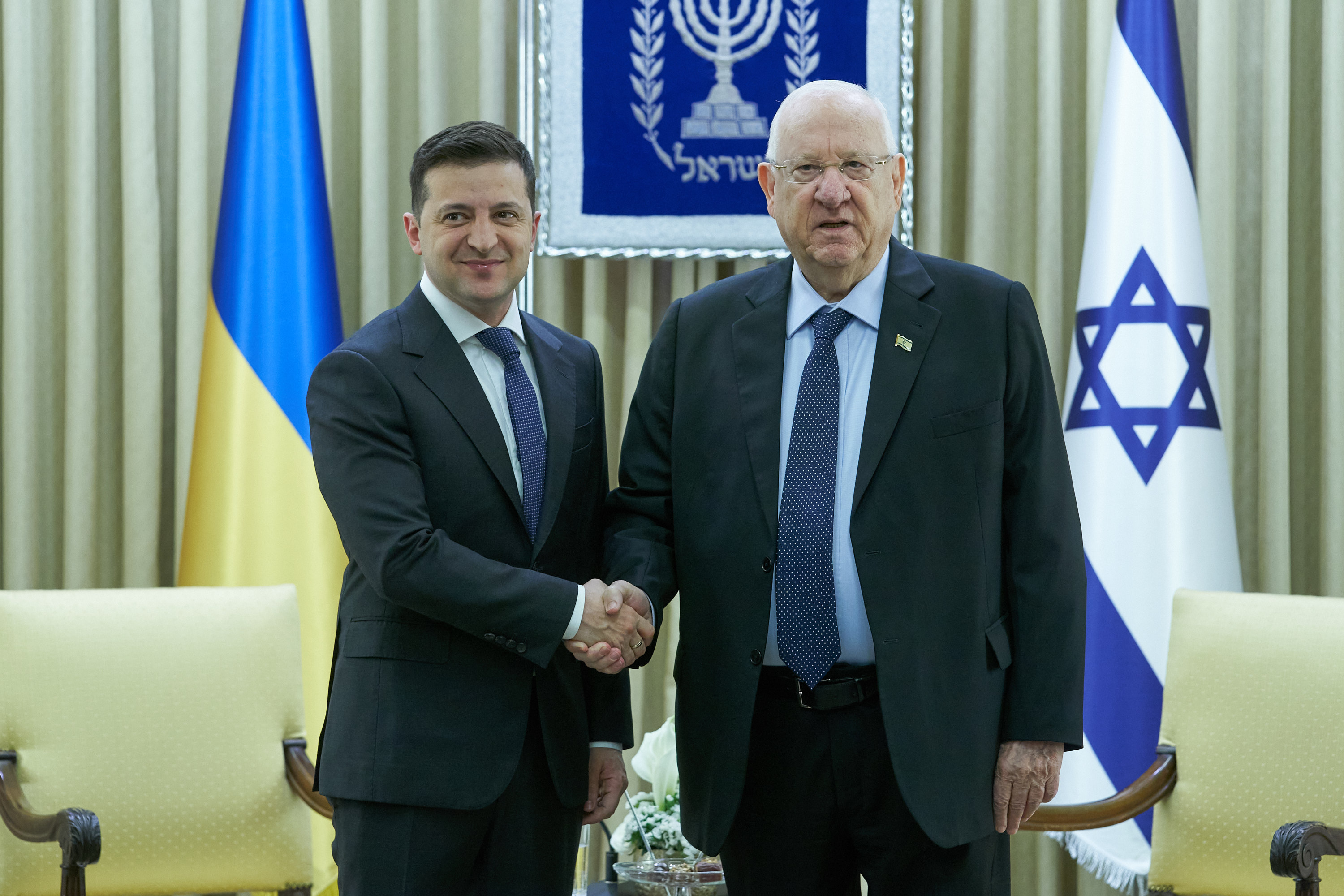
Zelenski con el presidente de Israel Reuven Rivlin, enero de 2020.
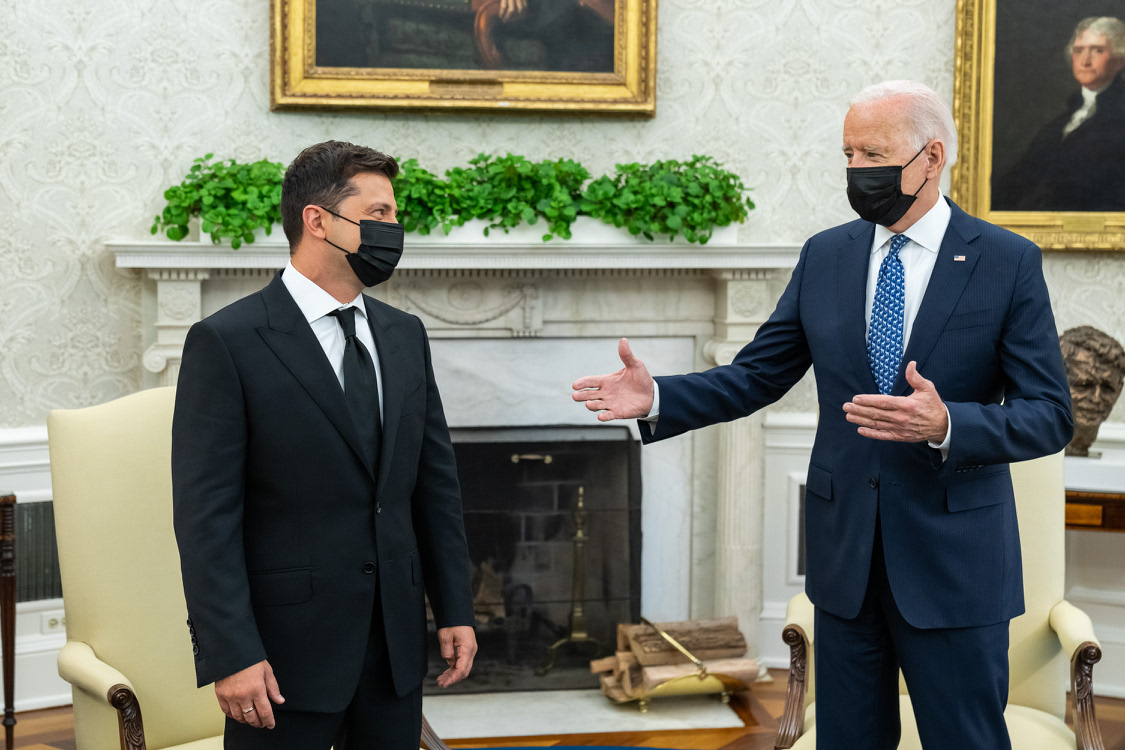
Zelenski con el presidente estadounidense Joe Biden en el despacho oval, septiembre de 2021.
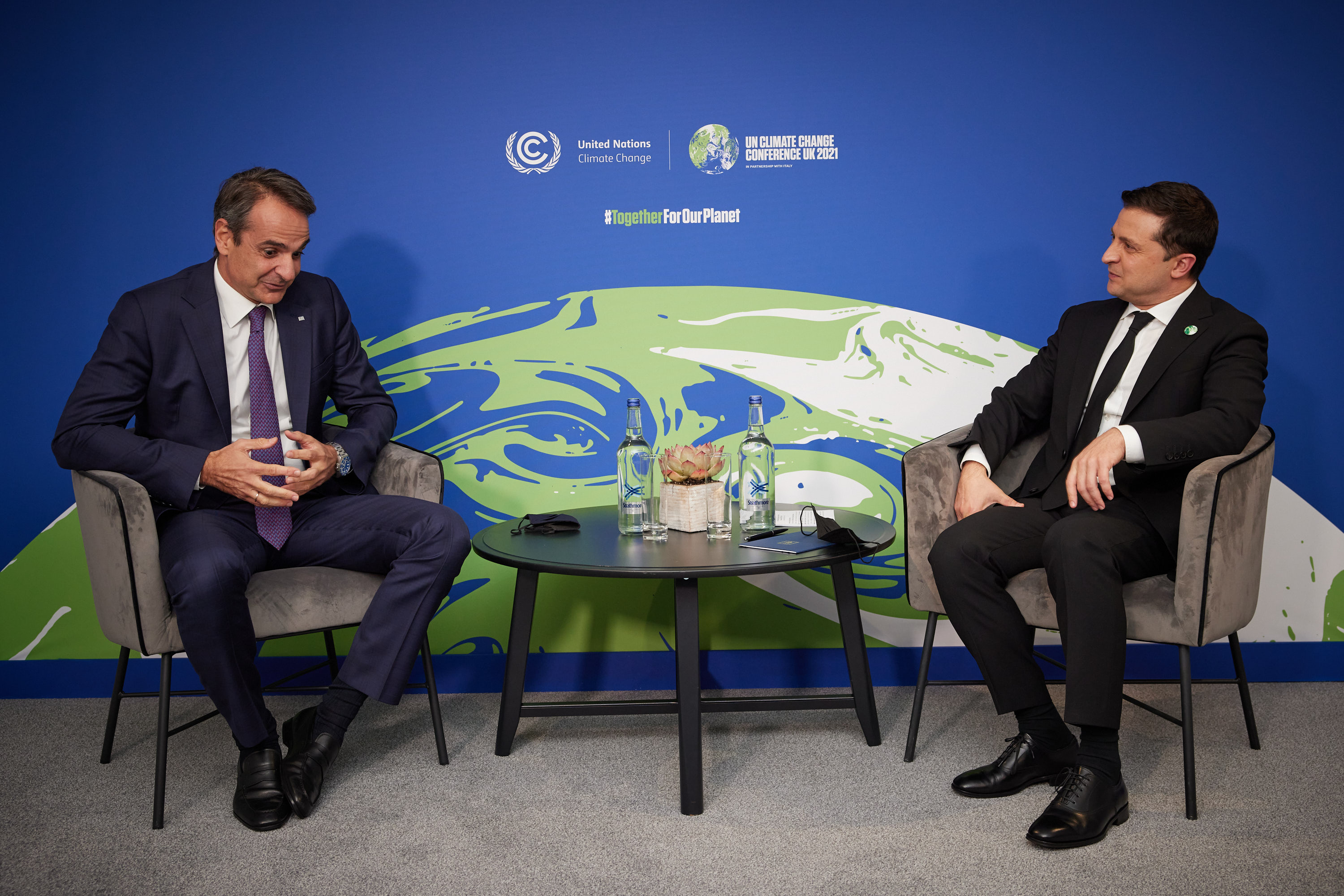
Zelensky con el primer ministro de Grecia Kyriakos Mitsotakis en la Conferencia de las Naciones Unidas sobre el Cambio Climático de 2021.